# Флоренс Беском
Флоренс Беском (англ. Florence Bascom; нар. 14 липня 1862 — пом. 18 червня 1945) — американська геологиня, однією з перших застосувала петрографію для вивчення кристалічних порід і визначення їх походження. У 1896 році вона стала першою жінкою, яка увійшла до штату Геологічної служби США.

## Ранні роки
Флоренс Беском народилася в Вільямстауні, штат Массачусетс, 14 липня 1862 року. Батько — Джон Беском, професор Вільямс-коледжу, що пізніше став президентом Вісконсинського університету в Медісоні. Мати — Емма Кертіс Беском, учасниця суфражистського руху. Батьки Флоренс були стійкими прихильниками рівноправності жінок і заохочували здобуття жінками вищої освіти. У 1882 році Флоренція Беском здобула ступінь бакалавра мистецтв і бакалавра літератури, в 1884 році — ступінь бакалавра наук в університеті Вісконсіна, а ще через три роки — ступінь магістра.
У 1893 році вона стала першою жінкою, що отримала ступінь доктора наук в Університеті Джона Хопкінса. Під час навчання в цьому університеті, вона була змушена сидіти за ширмою, щоб не заважати чоловікам. Здобута нею ступінь доктора геології стала другою в історії США, присвоєної жінці. У 1884 році Беском почала викладати в коледжі, в Hampton School of Negroes and American Indians (нині — Хемптонський університет). Через рік роботи вчителем вона повернулася до Вісконсінського університету, щоб отримати ступінь магістра. Закінчивши навчання, Беском з 1887 по 1889 роки викладала математику та науки в Рокфорд-коледж з 1887 по 1889, а потім з 1893 по 1895 роки працювала в Університеті штату Огайо. Університетську посаду вона змінила на місце в Брін-Мор-коледж, де могла проводити наукові дослідження і читати лекції з вищої геології. Під її началом в цьому коледжі було відкрито відділення геології з повним курсом підготовки фахівців. Це відділення випустило багатьох перших жінок-геологів XX століття.
Флоренс Беском закінчила викладати в 1928 році, але продовжувала працювати в Геологічній службі США до 1936 року.

## Кар'єра
Флоренс Беском стала першою жінкою в Геологічній службі США, отримавши посаду помічника геолога в 1896 році. З 1896 по 1908 роки вона працювала помічником редактора журналу American Geologist. У 1909 році Беском була підвищена до геолога і отримала в управління Серединно-Атлантичний регіон П'ємонт. Значну частину її роботи складало вивчення кристалічних порід і геоморфології цього регіону. Її досягнення в цій сфері зберігають значущість і в XXI столітті.
З-під пера Флоренс Беском вийшли відомі публікації Геологічної служби США про геологію Філадельфії (1909), Трентона (1909), Елктон-Вілмінгтона (1920), Квакертаун-Дойлстауна (1931) та Ханібрук-Фініксвілла (1938). У першому виданні журналу American Men of Science (нині — American Men and Women of Science) їй присвоїли чотири зірки, що було досить високою оцінкою для вченого будь-якої статі.
Дисертація Беском про уточнену класифікацію деяких порід, які вважалися осадовими, як метаморфічних, використовувала передові методи петрографії, і стала дуже важливою в геології.
Кілька учнів Флоренс Беском згодом також працювали в Геологічній службі США: Елеонора Блісс Нопф, Анна Джонас Стоуз, Луїза Кінгслі, Кетрін Фаулер-Біллінгс, Марія Портер, Джулі Гарднер та Іда Гелен Огілві.
У 1894 році Флоренція Беском стала другою жінкою, обраною членкинею Геологічного товариства Америки>. У 1924 році вона стала радницею, а в 1930 році — віце-\президентом, цього товариства. Також Беском входила до Національної дослідницької ради Сполучених Штатів та Американського геофізичного союзу. Геологічне товариство Вашингтона дозволило їй виступити з доповіддю: Беском стала першою жінкою, удостоєною такої честі.
Флоренс Беском померла від інсульту 18 червня 1945 року.

## Пам'ять
На честь Фроренс Беском названі:
- кратер Беском на Венері;
- астероїд 6084 Баском, виявлений в 1985 році.

## Публікації
Флоренс Беском є авторкою більш як 40 статей генетичної петрографії, геоморфології та гравію. У Wisconsin Magazine of History в березні 1925 року була опублікована автобіографічна стаття Беском про ранні роки у Вісконсинському університеті.
- «The Geology of the Crystalline of Rocks Cecil County» Maryland Geological Survey (1902)
- «The ancient volcanic rocks of South Mountain, Pennsylvania» Pennsylvania US Geological Survey Bulletin No. 136 (1896)
- «Water resources of the Philadelphia district» US Geological Survey Water-Supply Paper No. 106 (1904)
- «Geology and mineral resources of the Quakertown-Doylestown district, Pennsylvania and New Jersey» Edgar Theodore Wherry and George Willis Stose. US Geological Survey Bulletin No. 828 (1931)
- «Elkton-Wilmington folio, Maryland-Delaware-New Jersey-Pennsylvania» with B. L. Miller. Geologic atlas of the United States; Folio No. 211 (1920)